# Aida Săvescu
Aida Savescu (n. 24 septembrie 1944, București, România) este o cântăreață de operă.

## Biografie
Este fiica colonelului Săvescu, fost șef al apărării antiaeriene a Bucureștiului în timpul celui de-al Doilea Război Mondial și sora doctorului Napoleon Săvescu, istoric protocronist stabilit în SUA.
A jucat în multe opere: "Văduvă veselă", "Silvia", "Traviata", "Cavalleria Rusticană", "Floarea din Hawaii", "Logodnicul din lună", "Cei patru bădărani", "Vesele din Windor", "Amoru doctor", "Frumoasa Elena",.Ea a cântat și în Franța, Finlanda, Germania, Austria, America, Caraibe, Venezuela, Bulgaria chiar și Aruba și multe altele. În multe ziare vechi apar citate și pagini întregi despre cântăreața de operă Aida Săvescu. Unii dintre marii actori, cântăreți și chiar scriitori au apreciat-o ca talent și de asemenea impresionând cu frumusețea sa și talentul desăvârșit din punctul de vedere al actoriei. Interpretările sunt rostite cu suflet și pasiune dând viață fiecărui act în care a jucat și în care a cântat.

## Aprecieri
- "o prezență scenică agreabilă... o artistă care știe să facă teatru cu sinceritate și devotament" - Gh. Fabian, "Muzica", nr. 2/1976
- "ne-a cucerit prin acuratețea vocii sale și timbrul său deosebit de cald"- Puică Mondoc, "Înainte", 14.07.1972.
- "Poate că a plecat de pe scenă, dar scena va fi mereu în sufletul Aidei Săvescu, știind mereu că undeva acolo lumea o așteaptă să revină și să-i încălzească cu vocea ei" - Simonica Ines ( nepoata Aidei Savescu )